# Sid Sriram
Sid Sriram, né sous le nom de Sidharth Sriram, le 19 mai 1990 à Chennai en Inde, est un producteur de musique et auteur-compositeur américain de R&B,. 
Il travaille dans les industries cinématographiques tamoule, télougou et malayalam. Il collabore régulièrement avec le danseur de Bharata natyam, sa sœur Pallavi Sriram et les directeurs musicaux.

## Biographie

### Jeunesse
Sriram est né à Chennai. Il déménage avec ses parents en Californie à l'âge de un an et grandit à Fremont. Ses compétences musicales ont été nourries par sa mère, Latha Sriram, professeur de musique carnatique dans la baie de San Francisco. Il a simultanément commencé à apprendre le R&B. Après avoir obtenu son diplôme de l'école secondaire Mission San Jose en 2008, il a rejoint le Berklee College of Music et est diplômé en production musicale et en ingénierie. Depuis son diplôme, il visite régulièrement l'Inde et donne des concerts carnatiques, notamment dans le cadre de la saison de musique de décembre - Marghazhi Utsavam . Il a déjà réalisé une multitude de concert dans plusieurs villes en Inde et avait prévu de faire des concerts de musiques dans quelques pays en Europe qui sont actuellement suspendus dû à la situation avec le Covid-19.

### Carrière
Il devient populaire en Inde avec la chanson Adiye chantée pour le film Kadal en 2013, composée par Allah Rakha Rahman. Il remportr le Filmfare Award pour son interprétation de Ennodu Nee Irunthaal  pour la bande originale du film I (2015).

## Discographie

### Compositeur
- 2019 : Vaanam Kottattum, Dhana Sekaran, Tamil[11]